# Iole (geslacht)
Iole is een geslacht van zangvogels uit de familie buulbuuls (Pycnonotidae).

## Soorten
Het geslacht kent de volgende soorten:
- Iole cacharensis  – Cacharbuulbuul
- Iole charlottae  – Charlottes buulbuul
- Iole crypta  – Bruinbuikbuulbuul
- Iole finschii  – Finsch' baardbuulbuul
- Iole palawanensis  – Goudoogbuulbuul
- Iole propinqua  – Grijsoogbuulbuul
- Iole viridescens  – Birmese buulbuul